# I Live My Life
I Live My Life (bra: Só Assim Quero Viver) é um filme estadunidense de 1935, do gênero comédia dramática, dirigido por W. S. Van Dyke, estrelado por Joan Crawford, e coestrelado por Brian Aherne, Frank Morgan e Aline MacMahon. O roteiro de Joseph L. Mankiewicz, Gottfried Reinhardt e Ethel Borden foi baseado no conto "Claustrophobia" (1926), de Abbe Carter Goodloe.

## Sinopse
Kay Bentley (Joan Crawford), uma socialite entediada, decide fazer uma viagem para a Grécia, onde ela conhece o arqueólogo Terence "Terry" O'Neill (Brian Aherne), e os dois se apaixonam. Ao voltar para sua casa na cidade de Nova Iorque, Kay descobre que Terry estava tão apaixonado por ela que a seguiu até lá. Todas as coisas vão bem até que Terry começa a achar o estilo de vida da moça diferente e desconfortável, o que faz ele decidir ir embora. Entre o amor irremediável e o medo do desconhecido, Kay e Terry acabam se envolvendo em uma enorme briga que pode dar fim em tudo o que eles estavam construindo.

## Elenco
- Joan Crawford como Kay Bentley
- Brian Aherne como Terence "Terry" O'Neill
- Frank Morgan como G. P. Bentley
- Aline MacMahon como Betty Collins
- Eric Blore como Grove, o mordomo dos Bentley
- Fred Keating como Gene Piper
- Jessie Ralph como Sra. Gage, a avó de Kay
- Arthur Treacher como Gallup, o mordomo da Sra. Gage
- Frank Conroy como Doutor
- Etienne Girardot como Professor
- Esther Dale como Brumbaugh, a governanta da Sra. Gage
- Hale Hamilton como Tio Carl
- Hilda Vaughn como Srta. Ann Morrison
- Frank Shields como Secretário
- Sterling Holloway como Max

## Produção
Os títulos de produção do filme foram "Glitter" e "If You Love Me", mas foram revisados e substituídos após o início da pré-produção.
As filmagens aconteceram em locações em Chatsworth, na Califórnia. Foi feita uma tentativa das gravações serem realizadas em locações na Ilha de Santa Catalina – também na Califórnia – um mês antes da data inicial de produção, mas a equipe foi forçada a alterar a locação por causa da grande quantidade de névoa na área.
Um novo final revisado do filme foi gravado para o lançamento britânico, a fim de evitar possíveis protestos da Igreja Anglicana, que poderia considerar o comportamento de Terry no altar do casamento muito "perturbador".

## Recepção

### Bilheteria
De acordo com os registros da Metro-Goldwyn-Mayer, o filme arrecadou US$ 921.000 nacionalmente e US$ 557.000 no exterior, totalizando US$ 1.478.000 mundialmente. O retorno lucrativo da produção foi de US$ 384.000.